# Верхний Суэтук
Верхний Суэтук — деревня в Каратузском районе Красноярского края. Входит в состав сельского поселения Черемушинский сельсовет.
Основана ссыльными финнами в 1851 году
Население - 193 (2012)

## История
Основано в 1851 году (по другим данным в 1850 году) ссыльными финнами, прибывшими в середине XIX века в Минусинский округ из омской лютеранской колонии Рыжковой. 25 марта 1857 года в Верхний Суэтук прибыла крупная партия ссыльных лютеранского исповедания, в числе которых, кроме финнов, были латыши и эстонцы. Впоследствии поселенцы расселились по разным местам. В 1864 году в колонии была открыта школа, на содержание которой сенат Финляндии ежегодно выделял около 2 000 марок. Обучение в школе велось на финском языке. В 1895 году построили ещё одну школу, где преподавание велось на эстонском языке. В 1888 году в Верхнем Суэтуке построили лютеранскую кирху (церковь).
Население занималось сельским хозяйством, гончарным и слесарным делом, кузнечным делом. Среди сельчан было также немало искусных плотников, столяров и ткачей. В 1893 году житель села Максим Мёллер на Всемирной выставке в Чикаго представлял образцы семян пшеницы и был удостоен диплома и бронзовой медали. 
В 1901 году в Верхнем Суэтуке пбыл создан первый в Минусинском округе духовой оркестр.
С установлением советской власти был образован Верхнесуэтукский сельский Совет. К середине 1920-х гг. на его территории насчитывалось 227 хозяйств. К 1930 году в селе были созданы вначале сельхозкоммуна «Выйтиус» (по-эстонски «Победа»), а затем сельхозартель «Вабатус» («Свобода»). В 1932 году коммуна и сельхозартель объединились, образовав колхоз "Колос"
В 1938 году обучение на национальном языке было прекращено, учебники и литература уничтожены. В 1939 году с кирхи сбросили крест и колокола, в храме устроили склад, затем клуб. В 1990 году в селе открылся памятник репрессированным эстонцам.
Во время Великой Отечественной войны все мужчины призывного возраста были призваны на фронт. В 1950—60-е годы началось укрупнение хозяйств, в Верхнем Суэтуке было открыто отделение Каратузского совхоза. В 1991 году на базе отделения был организован колхоз «Дружба», который к 1993 году распался. Вместо него стали образовываться мелкие крестьянско-фермерские хозяйства. В 1980—90-е увеличился поток переселенцев из села в Эстонию.

## Физико-географическая характеристика
Деревня расположена в пределах Южно-Минусинской котловины в верховьях реки Суэтук (правый приток реки Оя). Рельеф мелкосопочный. Высота местности около 400 метров над уровнем моря. Почвы - чернозёмы выщелоченные. Почвообразующие породы - глины и суглинки
Расстояние до районного центра села Каратузское составляет 33 км, до центра сельского поселения села Черёмушка - 18 км.
Верхний Суэтук, как и весь Красноярский край, находится в часовой зоне МСК+4. Смещение применяемого времени относительно UTC составляет +7:00.

## Население
| 1891 | 1926 | 2010 | 2012 |
| ---- | ---- | ---- | ---- |
| 531  | ↗976 | ↘153 | ↗193 |

## Инфраструктура
В настоящее время в Верхнем Суэтуке действуют клуб, девятилетняя школа, библиотека, фельдшерско-акушерский пункт, работают несколько магазинов и крестьянских фермерских хозяйств. Жители Верхнего Суэтука занимаются сельским хозяйством и предпринимательством, работают в бюджетной сфере